# Ceryx minor
Ceryx minor är en fjärilsart som beskrevs av Rothschild 1910. Ceryx minor ingår i släktet Ceryx och familjen björnspinnare. Inga underarter finns listade i Catalogue of Life.